# Universidad del Norte de Arizona

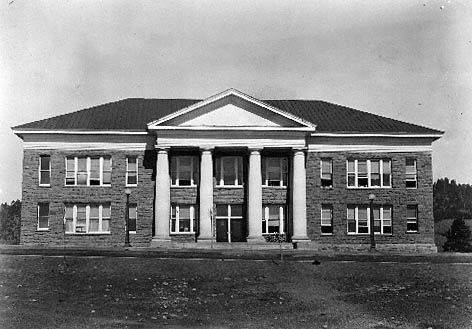
Edificio Blome en 1922.

La Universidad del Norte de Arizona (en inglés: Northern Arizona University) es una universidad pública localizada en Flagstaff, Arizona, Estados Unidos. Es evaluada por la Asociación Centro-Norte de Colegios y Facultades. Posee 36 campus satélites por todo el estado. Oferta cursos de graduación y posgraduación.
La tasa media cobrada por dos semestres para un estudiante de grado residente en Arizona es de $9 692 dólares. La misma tasa para un alumno que no reside en Arizona es de 22 094 dólares; y, para los alumnos del oeste de Estados Unidos, es de 12 680 dólares.
La Clasificación Carnegie de Instituciones de Enseñanza Superior la clasifica como "universidad de investigación con intensa actividad de investigación". La universidad está administrada por el Arizona Board of Regents, el comité que administra el sistema público de universidades del estado de Arizona.